# Burgruine Althaus (Altenstein)
Die Burgruine Althaus, auch Altenstein, Altenbeuern oder Alt-Beuern genannt, ist die Ruine einer Spornburg auf einem 550 m ü. NN hohen Felsrücken östlich von Altenbeuern, 300 Meter nördlich von Wieslering bei Althaus, Ortsteile der Gemeinde Neubeuern im Landkreis Rosenheim in Bayern. Die Anlage wird als Bodendenkmal unter der Aktennummer D-1-8239-0010 im Bayernatlas als „Burgstall des hohen und späten Mittelalters ("Althaus")“ geführt. 

## Geschichte
Die Burg wurde von den Herren von Beuern um 1130 erbaut und 1205 als „castrum puren“ erwähnt. Sie war Lehen des Hochstiftes Regensburg. 1319 wurde sie als „purch ze Altenpäwern“ genannt, ebenso 1348 als „Vest ze Altenpäuren“, sie war die Vorgängeranlage der westlich gelegenen Burg Neubeuren, einem heutigen Bergschloss.
Als weitere Besitzer der Burg werden um 1400 bis 1541 die Stettner von Altenbeuern, von 1576 bis 1627 die Freiherren von Pienzenau und 1628 die Freiherren von Thurn genannt. Um 1607 wurde die Burg durch einen Brand nach einem Blitzschlag zerstört und galt als unbewohnbar.

## Beschreibung
Von der ehemaligen kleinen Burganlage sind noch der Zisternenbrunnen, der 25 Meter tief sein soll, erhalten und in der Nordostecke Reste des Bergfrieds. 